# Kézilabda az 1992. évi nyári olimpiai játékokon
Az 1992. évi nyári olimpiai játékokon a kézilabdatornákat július 27. és augusztus 8. között rendezték. A magyar férfi kézilabda-válogatott hetedik helyezést ért el.

## Éremtáblázat
(Az egyes számoszlopok legmagasabb értéke, vagy értékei vastagítással kiemelve.)
| Az 1992. évi nyári olimpiai játékok éremtáblázata kézilabdában | Az 1992. évi nyári olimpiai játékok éremtáblázata kézilabdában | Az 1992. évi nyári olimpiai játékok éremtáblázata kézilabdában | Az 1992. évi nyári olimpiai játékok éremtáblázata kézilabdában | Az 1992. évi nyári olimpiai játékok éremtáblázata kézilabdában | Olimpia  |
| -------------------------------------------------------------- | -------------------------------------------------------------- | -------------------------------------------------------------- | -------------------------------------------------------------- | -------------------------------------------------------------- | -------- |
|                                                                | Ország                                                         | Arany                                                          | Ezüst                                                          | Bronz                                                          | Összesen |
| 1.                                                             | Egyesített Csapat (EUN)                                        | 1                                                              | 0                                                              | 1                                                              | 2        |
| 2.                                                             | Dél-Korea (KOR)                                                | 1                                                              | 0                                                              | 0                                                              | 1        |
|                                                                |                                                                |                                                                |                                                                |                                                                |          |
| 3.                                                             | Norvégia (NOR)                                                 | 0                                                              | 1                                                              | 0                                                              | 1        |
| 3.                                                             | Svédország (SWE)                                               | 0                                                              | 1                                                              | 0                                                              | 1        |
|                                                                |                                                                |                                                                |                                                                |                                                                |          |
| 5.                                                             | Franciaország (FRA)                                            | 0                                                              | 0                                                              | 1                                                              | 1        |
|                                                                |                                                                |                                                                |                                                                |                                                                |          |
| Összesen                                                       | Összesen                                                       | 2                                                              | 2                                                              | 2                                                              | 6        |

## Érmesek

### Férfi torna
| Az 1992. évi nyári olimpiai játékok érmesei férfi kézilabdában | Az 1992. évi nyári olimpiai játékok érmesei férfi kézilabdában | Az 1992. évi nyári olimpiai játékok érmesei férfi kézilabdában | Az 1992. évi nyári olimpiai játékok érmesei férfi kézilabdában |
| --- | --- | --- | -------------------------------------------------------------- |
| Arany | Ezüst | Bronz |                                                                |
| Egyesített Csapat (EUN) | Svédország (SWE) | Franciaország (FRA) |                                                                |
| Andrej Lavrov Igor Vasziljev Jurij Gavrilov Andrej Barbasinszkij Szergej Bebesko Valerij Gopin Vaszilij Kugyinov Talant Dujsebajev Mihail Jakimovics Oleg Grebnev Oleg Kiszeljov Igor Csumak | Mats Olsson Robert Hedin Magnus Wislander Anders Bäckegren Ola Lindgren Per Carlén Erik Hajas Magnus Cato Axel Sjöblad Robert Andersson Pierre Thorsson Patrik Liljestrand Staffan Olsson Magnus Andersson Tommy Souraniemi Tomas Svensson | Philippe Médard Pascal Mahé Philippe Debureau Denis Lathoud Denis Tristant Gaël Monthurel Éric Quintin Jean-Luc Thiébaut Philippe Gardent Thierry Perreux Laurent Munier Frédéric Perez Jackson Richardson Stéphane Stoecklin Frédéric Volle Alain Portes |                                                                |

### Női torna
| Az 1992. évi nyári olimpiai játékok érmesei női kézilabdában | Az 1992. évi nyári olimpiai játékok érmesei női kézilabdában | Az 1992. évi nyári olimpiai játékok érmesei női kézilabdában | Az 1992. évi nyári olimpiai játékok érmesei női kézilabdában |
| --- | --- | --- | ------------------------------------------------------------ |
| Arany | Ezüst | Bronz |                                                              |
| Dél-Korea (KOR) | Norvégia (NOR) | Egyesített Csapat (EUN) |                                                              |
| Csha Dzsegjong (Cha Jae-gyeong) Hong Dzsongho (Hong Jeong-ho) Csang Nira (Jang Ri-Ra) Kim Hvaszuk (Kim Hwa-Suk) I Hojon (Lee Ho-Yeon) I Mijong (Lee Mi-yeong) Im Ogjong (Lim O-Gyeong) Min Hjeszuk (Min Hye-Suk) Mun Hjangdzsa (Moon Hyang-Ja) Nam Unjong (Nam Eun-Young) O Szongok (Oh Seong-ok) Pak Csongnim (Park Jeong-Lim) Pak Kapszuk (Park Gap-Suk) | Hege Kirsti Frøseth Tonje Sagstuen Hanne Hogness Heidi Sundal Susann Goksør Cathrine Svendsen Mona Dahle Siri Eftedal Henriette Henriksen Ingrid Steen Karin Pettersen Annette Skotvoll Kristine Duvholt Heidi Tjugum | Szvetlana Bogdanova Natalja Gyerjugina Galina Onoprienko Tetyana Horb Natalja Morszkova Ljudmila Gudz Szvetlana Prjahina Natalja Anyiszimova Galina Borzenkova Tatyjana Dzsandzsgava Marina Bazanova Elina Guszeva Larisza Kiszeljova |                                                              |